# 真興王
真興王（しんこうおう、534年 - 576年）は、新羅の第24代の王（在位:540年 - 576年）であり、姓は金、諱は彡麦宗または深麦夫。『北斉書』には金真興として現れる。父は先代の法興王の弟の立宗葛文王金仇珍、母は法興王の娘の只召夫人。王妃は朴氏の思道夫人。540年7月に先王が死去し、彡麦宗が7歳で王位について、王の母が代わりに政務をみた。成年してからは積極的に領土拡張を進め、新羅の国力を飛躍的に拡張させた。

## 治世

### 領土拡張
真興王の治績として特筆されるものは、積極的な対外戦争と領土拡張である。541年より百済との同盟関係（羅済同盟）を保ち、548年に高句麗が百済に攻め込んだときには百済を助けたが、550年の高句麗と百済との交戦の時には異斯夫を派遣し、両国間の係争地である道薩城（忠清北道槐山郡）及び金峴城（忠清北道鎮川郡）を奪い取った。551年には居柒夫（金荒宗）らを派遣して高句麗領に侵入し、竹嶺付近（慶尚北道栄州市から忠清北道丹陽郡）の10郡を奪った。553年には百済が高句麗から取り戻したばかりの漢山城（京畿道広州市）を含む一帯を奪い、漢江流域に新州を設置した。このことにより百済との関係は悪化し、554年には百済は聖王が伽耶と連合して管山城（忠清北道沃川郡）に攻め入ったが、新羅は逆に聖王を戦死させ、百済と伽耶の連合軍2万9千600を殲滅した。562年には異斯夫と斯多含とを派遣して伽耶を滅ぼし、洛東江下流域を制圧した。この伽耶（大伽耶）の滅亡によって、朝鮮半島南東部はすべて新羅の領域となり、文字通りの三国時代となった。
これらの領土拡大については、各地に残る丹陽赤城碑（忠清北道丹陽郡）、昌寧碑（慶尚南道昌寧郡）、磨雲嶺碑（咸鏡南道）、黄草嶺碑（咸鏡南道）、北漢山碑（ソウル特別市）といったいわゆる真興王巡狩碑によっても確認することができる。

### 地方統治
領土拡張と平行して、前述の新州（京畿道広州市）のほかに下州（慶尚南道昌寧郡）、比列忽州（江原道安辺郡）などの州を設けて軍主を配置し、たびたび州の改廃を行った。また、城・村には在地の首長を村主としながらも、中央から道使を派遣して支配を強めていった。これらの地方統治を基として軍団制が整えられることとなり、民生と軍政とが一体化した後の六停の確立へとつながっていった。
557年には高句麗から得た国原城（忠清北道忠州市）を小京と定め、翌年には貴族の子弟や六部の民を移民させてその充実を図った。

### 中国との交流
頻度こそ高くはないものの、南北朝の両者との交流を保っている。549年には梁から使者を受け、564年には北斉に朝貢して翌565年2月には＜使持節・東夷校尉・楽浪郡公・新羅王＞に冊封された。同年9月には陳からも使者を受け、566年から571年にかけてはほぼ毎年のように朝貢を行った。盛んに朝貢を行い、また冊封体制下に入ったものの正朔を奉じたわけではなく、先代からの建元に続けて、開国、大昌、鴻済といった独自の元号を使用し続けた。

### 仏教保護
先代の法興王のすすめた仏教公認をさらに推し進め、皇龍寺・祇園寺・実際寺・永興寺などの寺を建立した。中でも皇龍寺には574年に丈六仏を鋳造して収め、同寺は新羅仏教の中心となった。仏教に関わる事物・学僧を国外から盛んに導入し、549年には梁から僧覚徳と仏舎利を、551年には高句麗から僧恵亮を、565年には陳から僧明観と仏典1700巻を得た。576年には中国に求法留学していた安弘法師が胡僧の毗摩羅を伴って帰国した。真興王は恵亮を僧統（僧侶の最高職位）に任命し、新羅で初めての百座講会と八関会とを催させた。
在位37年にして576年8月に死去し、法興王と同じように哀公寺の北峯（慶州市孝峴里）に葬られて真興王と諡された。仏教の興隆に努め、王自身も晩年には出家して法名を「法雲」としていた。王の死後、妃の思道夫人もまた尼となり、永興寺に住んだという。

### 国史編纂
554年には、伊飡（2品官）の異斯夫の上奏を認め、大阿飡（5品官）の居柒夫に命じて国史の撰修を行わせた。書名は伝わらないが、築城や対外戦争、地方行政に関する内容であったと考えられている（→井上訳注1980 p.126）。

## 登場作品
- 善徳女王（2009年、MBC）演：イ・スンジェ
- 花郎（2016年、KBS）演：パク・ヒョンシク（ZE:A）
- 月が浮かぶ川（2021年、KBS）演：キム・スンス